# フリー・ユニオン (バージニア州)
フリー・ユニオン (Free Union) は、アメリカ合衆国バージニア州アルベマール郡にある国勢調査指定地域 (CDP) のひとつで、シャーロッツビルの北西10マイル（およそ16キロメートル）に位置している。2010年のアメリカ合衆国国勢調査では、人口は193人であった。中心集落はとても小規模で、私立学校 (Free Union Country School)、診療所、郵便局、よろずや、工務店と、数十軒の住宅があるだけである。中心集落以外の場所は、おしなべて農村的な性格の地域となっている。中心集落から北へ数マイル離れたところには、ワイナリーがある。

## 歴史
この地域に入植が始まったのは、18世紀中葉であり、1761年にはアルベマール郡に編入された。村は当初、19世紀に当地で鍛冶屋を営んでいたニック (Nick) という解放奴隷の鍛冶職人の名からニックスビル (Nicksville) と呼ばれていた。1847年に郵便局が設けられた際に、同じ郡内で既に郵便局が存在していた別のニックスビル (Nixville) との混同を避けるために、フリー・ユニオンという名称が郵便局名として用いられた。この名は、1837年に建てられたフリー・ユニオン教会 (the Free Union Church) にちなむものであり、この教会は現在もフリー・ユニオン・バプティスト教会 (the Free Union Baptist Church) として存続している。教会名の「フリー（自由）」とは、人種を問わず自由に礼拝に訪れることができることを、「ユニオン（合同）」とは、自分たちだけでは独立した教会を維持できない4つのキリスト教宗派が合同で運営する教会であったことを意味している。郵便局名が村落名として定着するようになった20世紀はじめまで、この村落はニックスビルという名で知られていた。
1999年には、当地にあるバラード＝モーピン・ハウス (Ballard-Maupin House) が国家歴史登録財に登録された。